# Бабахан, Сергей Яковлевич
Сергей Яковлевич Бабаха́н (Сисак Акопович Бабаханян, Бабаханьян, Бабаханьянц, Николай Б.; арм. Սիսակ Բաբախանյանց 24 июня [6 июля] 1892, Камарлю — 5 октября 1936, Москва) — русский революционер, участник установления Советской власти в Крыму и гражданской войны, партийный и государственный деятель, учёный-экономист.

## Биография
Родился 24 июня 1892 года в селе Камарлю Эриванского уезда Эриванской губернии. Армянин, из крестьян.
С 1912 года учился в Санкт-Петербургском политехническом институте. Участвовал в Первой мировой войне в чине прапорщика. В 1917 году — во 2-м пулемётном полку в Петрограде, участник Октябрьского вооружённого восстания. Член Коммунистической партии (большевиков) с июля 1917 года. Партийная кличка «Николай».

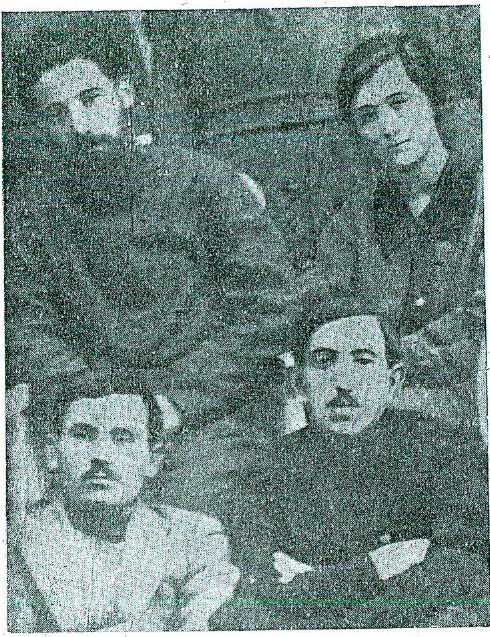
Участники крымского подполья: Бабахан (Николай), Григорович (Катя), Ословский (Антон), Фальк. Фото из книги Павел Макаров. Адъютант генерала Май-Маевского. — Л.: Прибой, 1927.

В ноябре 1917 года стал членом коллегии Наркомпрода. В годы Гражданской войны в России с апреля 1918 по май 1919 — секретарь Краснопресненского райкома РКП(б) в Москве, в мае — июне 1919 года — член Совета обороны Крыма. С декабря 1919 по август 1920 года — секретарь подпольного Крымского областного комитета РКП(б) в Симферополе. Весной 1920, заболев сыпным тифом, был поселён на конспиративной квартире в Каябашном переулке. Обком откомандировал Женю Жигалину ухаживать за больным. После её ареста контрразведка пыталась выяснить местонахождение Бабахана, но Жигалина погибла, ничего не сказав. В январе — августе 1920 года занимал должности председателя Таврического подпольного областного военно-революционного комитета и главкома Крымской повстанческой армии. С лета 1920 находился в партизанских отрядах в лесу, базируясь на лагерь под Чатыр-Дагом. После прибытия А. В. Мокроусова сдал командование, но остался членом тройки Крымского обкома в составе Мокроусов А. В., Бабахан С. Я., Фёдорова А. И. Не сошедшись с Мокроусовым в вопросах организации борьбы, в сентябре 1920 покинул Крым. Вернулся после изгнания Врангеля, член бюро Крымского обкома партии в ноябре 1920 — августе 1921 года.
После захвата Крыма красными и развёртывания красного террора в конце 1920 года произошёл конфликт между Р. С. Землячкой и Б. Куном, с одной стороны, и местными работниками, которых московские эмиссары обвинили в «мягкотелости» и «недостаточной твёрдости». Землячка требовала удалить из Крыма Ю. П. Гавена, С. Я. Бабахана, И. К. Фирдевса, П. И. Новицкого, Л. П. Немченко, Д. И. Ульянова. Но в результате Москва в начале 1921 года отозвала Землячку и Куна.
Однако «мягкотелость» Бабахана была относительной. Когда С. И. Гусев-Оренбургский просил за сына И. С. Шмелёва, подпоручика артиллерии С. И. Шмелёва, который и не был на фронте, С. Я. Бабахан, узнав, что тот был офицером, прямо сказал: «Значит, незачем хлопотать о нём, был приказ расстрелять всех офицеров…»
Окончил Институт красной профессуры. На государственной и партийной работе с 1925 года. Сотрудничал в Наркомземе, Наркомпроде и Наркомторге в Москве. В 1920-х — проректор и председатель кафедры Коммунистического университета трудящихся Востока, заведующий научным секретариатом Совета труда и обороны СССР. На 1930 год — профессор, председатель кафедры экономической политики Академии коммунистического воспитания имени Крупской. Жил в Вишняковском переулке, 27, кв. 14.
Арестован 22 июня 1936 года. На момент ареста — заместитель начальника «Главсевморпути», проживал по адресу: ул. Горького, 26, кв. 38. Приговорен ВКВС 4 октября 1936 года по обвинению в контрреволюционной и террористической деятельности. Расстрелян 5 октября 1936 года. Похоронен на Донском кладбище, могила 1. Определением ВКВС от 13 марта 1958 был реабилитирован.
После расстрела в ряде тенденциозных исторических работ конца 1930 — начала 1940-х годов по истории Гражданской войны в Крыму выставлялся как скрытый контрреволюционер и агент Врангеля, а в советский период троцкист. Историк Б. М. Вольфсон даже ввёл термин «бабахановщина», а многочисленные случаи провала коммунистического подполья в Крыму свёл к прямому предательству Бабаханова, объединив его работу с деятельность провокатора Акима Ахтырского. Анализу его деятельности посвящена целая глава. Там он назван сыном помещика, поручиком РИА, членом Дашнакцутюн и агентом разведки иностранной державы.

## Труды
- Бабахан Н. Крымское подполье. (1919—1920 г.). — [Ялта], 1921. — 62 с.
- Бабахан Н. Советы 1905 г. — [М.]: Московский рабочий, 1923. — 110 с.
- Бабахан Н. Ленинизм и Троцкизм. — Казань: Изд. татарского обл. комитета РКП(б), 1925. — 104 с.
- Бабахан C. Я. Контрольные цифры контрактации сельскохозяйственного сырья на 1929/30 г. — М.: Наркомторг СССР и РСФСР, 1930. — 86 с.
- Бабахан C. Я. Перспективы развития народного хозяйства Средней Азии. — Ташкент, 1930. — 27 с.
- Бабахан С. Я. Создадим собственную продовольственную базу на Крайнем севере // Советская Арктика. — 1935. — № 3. — С. 41—46.